# لئوپولدو توره نیلسون
لئوپولدو توره نیلسون (اسپانیایی: Leopoldo Torre Nilsson‎؛ ۵ مهٔ ۱۹۲۴ – ۸ سپتامبر ۱۹۷۸) کارگردان فیلم اهل آرژانتین بود. فیلم‌های او در جشنواره بین‌المللی فیلم برلین و جشنواره بین‌المللی فیلم مسکو به نمایش درآمده است.
از فیلم‌ها یا مجموعه‌های تلویزیونی که وی در آن‌ها نقش داشته‌است، می‌توان به خانه فرشته و هفتاد ضربدر هفت اشاره نمود.